# Роберто Суасо Кордова
Роберто Суасо Кордова (17 березня 1927 , Ла-Пас  — 22 грудня 2018 , Тегусігальпа ) — колишній президент Гондурасу (1982–1986).

## Життєпис
1949 року здобув медичну освіту в Університеті Сан-Карлос (Гватемала). Після випуску працював за фахом у головному шпиталі міста Гватемала. 1953 року повернувся до рідного міста, де займався медициною упродовж 25 років.
Залишаючись в Ла-Пасі, лікар Суасо почав займатись політикою, вступивши до лав Ліберальної партії.
Представляв рідний департамент у Конгресі, а 1979 року став ключовою фігурою в партії. У той час Суасо замінив лідера лібералів Модесто Родаса на посту генерального координатора партії.
1980 року військовий уряд генерала Полікарпо Паса вирішив відновити цивільну владу в країні відповідно до нової конституції. В результаті демократичних виборів, що відбулись наступного року, Суасо здобув більшість голосів виборців.

### Президентство
Роберто Суасо переміг на виборах 1981 року з амбітною програмою економічного та соціального розвитку, спрямованою на зупинення рецесії в країні.
Він розраховував на фінансову підтримку з боку Сполучених Штатів. Гондурас на той час мав величезне значення для інтересів США в регіоні, зокрема через сильні позиції Фіделя Кастро на Кубі а також усунення від влади нікарагуанського диктатора Анастасіо Сомоса Дебайле сандиністами.
Хоча допомога США була значною та своєчасною, уряд Суасо був неспроможним відновити зруйновану економіку Гондурасу. Дефіцит бюджету країни різко зростав, оскільки зростали військові та соціальні видатки.
Президент Суасо відчайдушно намагався знайти рішення, замінивши при цьому більшість членів свого кабінету. Втім, це нічого не дало для припинення економічного спаду в країні.